# 1990 w Wojsku Polskim
Kalendarium Wojska Polskiego 1990 – wydarzenia w Wojsku Polskim w roku 1990.
Potencjał Sił Zbrojnych  na 1.01.1990 wynosił:
| Stan ewidencyjny Wojska Polskiego | Podstawowe uzbrojenie Wojska Polskiego |
| --- | -------------------------------------- |
| 340 000 żołnierzy, w tym: - generałowie - 142 - oficerowie - 54 200 - chorążowie - 29 058 - podoficerowie - 24 600 - żołnierze ZSW - 206 000 |                                        |

| Zwierzchnik Sił Zbrojnych - Wojciech Jaruzelski | Minister Obrony Narodowej - gen. armii Florian Siwicki Szef Sztabu Generalnego - gen. broni Józef Użycki |

## Styczeń
15 stycznia
- minister obrony narodowej podjął decyzję o skróceniu czasu trwania zasadniczej służby wojskowej do 18 miesięcy[a]). Skróceniu podlega również zasadnicza służba w obronie cywilnej[2].

16–18 stycznia
- w Wiedniu odbyło się seminarium 35 państw–sygnatariuszy Aktu Końcowego KBWE na temat „Doktryny wojenne adekwatne do realiów czasu”. Szef Sztabu Generalnego WP gen. broni Józef Użycki, zaprezentował podstawowe założenia doktryny obronnej Rzeczypospolitej Polskiej. Przeprowadził też rozmowy z gen. C. Poweliem {USA), gen. M. Schmittem (Francja) oraz gen. D. Wellershoffem (RFN)[2].

## Luty
1 lutego
- na Bliski Wschód odleciała XXXIII Zmiana Polskiego Kontyngentu Wojskowego w Siłach Zbrojnych ONZ w Syrii. Jednostka, licząca ponad 150 żołnierzy, stacjonowała w obozie Camp Faour[2].

7 lutego
- minister obrony narodowej gen. armii Florian Siwicki zwrócił się do premiera o wystąpienie rządu z inicjatywą legislacyjną w sprawie wprowadzenia ustawowego zakazu przynależności żołnierzy zawodowych do partii politycznych oraz prowadzenia przez nich działalności politycznej[2]

9 lutego
- przystąpiono do tworzenia 4 Korpusu Lotniczego[3].

19 lutego
- minister obrony narodowej spotkał się w Wędrzynie z kadrą 4 Dywizji Zmechanizowanej. Rozmawiano o sytuacji międzynarodowej, procesach restrukturyzacji i humanizacji armii, poruszono problemy dotyczące unowocześnienia WP i warunków bytowych kadry[2].

22 lutego
- w Gubinie w kinie „Grunwald” odbył się przegląd piosenki żołnierskiej Śląskiego Okręgu Wojskowego[4]

27 lutego
- rozformowano Centrum Szkolenia Oficerów Wychowawczych im. Ludwika Waryńskiego w Łodzi. Sztandar przekazano do Muzeum Wojska Polskiego[2].

28 lutego
- przedstawiciele 35 jednostek WP spotkali się w Stoczni Gdańskiej z przewodniczącym NSZZ „Solidarność”, Lechem Wałęsą. Omawiano m.in. problemy  dotyczące określenia przez parlament polityki  obronnej państwa, zmian kadrowych w MON, zredukowania obsady kadrowej w instytucjach  centralnych i  dowództwach wojsk, apolityczności  wojska,  zmian  w trybie odbywania  zasadniczej służby wojskowej[2].
- prezydent RP wręczył w Belwederze nominacje profesorskie. Otrzymał je m.in.: płk J. A. Cytowski, kmdr Z. Misztal, płk J. S. Turowski, płk J. Figurski, kmdr J. Gniewszew, płk J. Łepkowski i płk E. Nowak[2].

## Marzec
1 marca
- prezydent Wojciech Jaruzelski przyjął ministra obrony narodowej, gen. armii Floriana Siwickiego, szefa Głównego Zarządu Wychowawczego WP, wiceadim. Piotra Kołodziejczyka i generalnego dziekana Wojska Polskiego ks. płk. F. Klewiado. Wysłuchał koncepcji realizacji w Wojsku Polskim unormowań przyjętych w ustawach „O stosunku państwa do Kościoła katolickiego” oraz „O gwarancji wolności sumienia i wyznania”[2].

10 marca
- opracowano nowe zasady szkolenia żołnierzy rezerwy. Ograniczono powoływanie rezerwistów na ćwiczenia wojskowe z 2–3 razy do  jednego, a w niektórych przypadkach do dwóch razy w ciągu 5 lat i skrócono czas ich trwania z 30–90 dni do 21[2].

19 marca
- w Belwederze odbyła się uroczystość nadania tytułów profesora. Tytuł profesora zwyczajnego otrzymali m.in.: płk H. M. Chmielewski, H. Adamska-Dyniewska, płk A. Denys, płk J. H. Goch oraz kmdr E. T. Kozaczka[2].

23 marca
- w Akademii Sztabu Generalnego odbyła się uroczystość nadania godności doktora honoris causa gen. dyw. w st. sp. dr. Franciszkowi Skibińskiemu[2]

## Kwiecień
9 kwietnia
- Prezes Rady Ministrów powołał na stanowiska wiceministrów obrony narodowej Bronisława Komorowskiego i Janusza Onyszkiewicza[2]

11 kwietnia
- do Polski powróciła 31-osobowa, grupa żołnierzy Polskiej Wojskowej Jednostki Logistycznej Grupy Przejściowej Pomocy ONZ w Namibii. Dowódcą grupy był por. P. Zaręba[2].

19 kwietnia
- 19.4. Prezydent RP tytuły profesorskie. Tytuły profesora zwyczajnego otrzymali min.: nauk chemicznych – R. S. Dąbrowski, nauk humanistycznych – K. Kruszewski, nauk wojskowych – płk J. Machura. Tytuły profesora nadzwyczajnego nauk wojskowych otrzymali: kmdr J. Czerwiński, płk Stanisław Koziej i płk A. Wolny[2].

21 kwietnia
- Prezydent RP  mianował pośmiertnie płk. Jana Kiwerskiego generałem brygady[2]

24 kwietnia
- prezydent Wojciech Jaruzelski przyjął przebywającego w Polsce ministra obrony ZSRR, gen. armii D. Jazowa. Omówiono sytuację polityczno–militarną w Europie ze szczególnym uwzględnieniem kwestii zjednoczenia Niemiec. Tematem rozmowy były także problemy związane ze stopniowym wycofywaniem wojsk radzieckich z Polski. Gen. Jazowa przyjął również premier Tadeusz Mazowiecki[2].

## Maj
12 maja
- W 73 pułku zmechanizowanym w Gubinie uroczyście przekazano tradycje Ułanów Karpackich, a uroczystość celebrował biskup polowy WP gen. bryg. Sławoj Leszek Głódź[5]

15–17 maja
- w Moskwie odbyło się kolejne posiedzenie Rady Wojskowej Zjednoczonych Sił Zbrojnych Państw-Stron Układu Warszawskiego i konferencja naukowa poświęcona 35–leciu UW. Na posiedzeniu, któremu przewodniczył naczelny dowódca Zjednoczonych Sił Zbrojnych, gen. armii P. Łuszew, rozpatrzono problemy związane ze szkoleniem sił zbrojnych[2].

18 maja
- wiceminister obrony narodowej Bronisław Komorowski spotkał się w Żaganiu z grupą kadry pionu wychowawczego. Omówił m.in. charakter służby wojskowej, jej społeczny wymiar na rzecz ojczyzny i ludzi. Podczas spotkania wskazywano na problemy humanizacji życia w wojsku[2].

23 maja
- wiceminister obrony narodowej Janusz Onyszkiewicz spotkał się z kierowniczą kadrą 12 Dywizji Zmechanizowanej. Wiceminister omówił najważniejsze problemy życia wojska, odniósł się do problemów Układu Warszawskiego i NATO[2].

## Czerwiec
1 czerwca
- w Białogardzie pożegnano wycofany na terytorium ZSRR pułk stacjonującej tam radzieckiej brygady powietrznodesantowej[2]

2 czerwca
- do kraju powróciła grupa polskich żołnierzy 12 Dywizji Zmechanizowanej, która wchodziła w skład kontyngentu wojskowego ONZ w Syrii[2]
- z osiemnastoma byłymi żołnierzami zawodowymi, którym z dniem 1 czerwca 1990 roku przywrócono legitymację żołnierzy zawodowych, spotkał się wiceminister obrony narodowej Bronisław Komorowski. Obecny był szef Departamentu Kadr MON – gen. bryg. R. Michalik[2].

4 czerwca
- wiceminister Bronisław Komorowski wizytował na poligonie POW jednostki 2 Dywizji Zmechanizowanej. Zapoznał się z procesem szkolenia i wychowania żołnierzy, odbył spotkania z kadrą i żołnierzami oraz z załogami okrętów Marynarki Wojennej w Świnoujściu[2].

7 czerwca
- w Moskwie odbyła się narada Doradczego Komitetu Politycznego Państw–Stron Układu Warszawskiego. W naradzie uczestniczyli prezydenci, premierzy, ministrowie spraw zagranicznych i obrony narodowej. Omówiono perspektywy procesu ogólnoeuropejskiego odprężenia i zjednoczenia, przyjęto „Deklarację” o nowej roli Układu Warszawskiego, który przekształca się z bloku o charakterze militarno–politycznym w organizację polityczno–wojskową[2].

20 czerwca
- w Belwederze nadano tytuły profesora. Tytuły profesora nadzwyczajnego otrzymali m.in.: w dziedzinie nauk medycznych – T. Dębiec, płk A. Wojciech Kalewski, płk H. Płachta i płk Wiktor Jędrzejczak[2].

21 czerwca
- szef Sztabu Generalnego, wiceminister obrony narodowej gen. broni Józef Użycki przyjął delegację marynarzy Floty Bałtyckiej ZSRR, której zespół okrętów przebywał z wizytą w Szczecinie z okazji „Dni Morza” i święta Marynarki Wojennej RP[2].

23–29 czerwca
- na zachodnim obszarze Polski przeprowadzono grę wojenną ze środkami łączności w terenie pod kryptonimem „Lato–90”. Ćwiczeniem kierował minister obrony narodowej Florian Siwicki[2].

27–29 czerwca
- na zaproszenie premiera Tadeusza Mazowieckiego w Gdyni gościły okręty US Navy: krążownik „Harry E. Yarnell” i fregata „Kaufmann”[2].

## Wrzesień
1 września
- Komendantem Głównym Żandarmerii Wojskowej został gen. bryg. Jerzy Jarosz
- w wyniku zmian restrukturyzacyjnych w Wojsku Polskim 5 Saską Dywizję Pancerną przeformowano na 5 Kresową Dywizję Zmechanizowaną[5]

## Październik
2 października
- prezydent, zwierzchnik sił zbrojnych RP gen. armii W. Jaruzelski powołał: na szefa Sztabu Generalnego – gen. dyw. Z. Steimaszuka na dowódcę Warszawskiego OW – gen. bryg. L. Komornickiego: na głównego inspektora OT szefa Obrony Cywilnej Kraju – gen. dyw. Edwarda Bołociucha; na szefa GZSZB – gen. dyw. Henryka Szumskiego. Prezes Rady Ministrów na wniosek ministra obrony narodowej odwołał generałów broni A. Jasińskiego i Józefa Użyckiego ze stanowisk wiceministrów obrony narodowej oraz gen. broni J. Skalskiego ze stanowiska wiceministra obrony narodowej i równocześnie szefa Obrony Cywilnej Kraju. Premier powołał generała Bołociucha na stanowisko szefa Obrony Cywilnej Kraju[6]

22–23 października
- w Warszawie odbyło się posiedzenie komisji pełnomocników rządowych państw–stron Układu Warszawskiego ds. przekształcenia sojuszu. Rozpatrywano kwestie związane z likwidacją wojskowych struktur Układu Warszawskiego[6]

## Listopad
3 listopada
- w Budapeszcie podpisano porozumienie o maksymalnej liczebności konwencjonalnego sprzętu bojowego w siłach zbrojnych Bułgarii, Czechosłowacji, Polski, Rumunii, Węgier i ZSRR. Ze   strony polskiej dokument podpisał minister spraw zagranicznych Krzysztof Skubiszewski[6].

12 listopada
- przebywających w Polsce oficerów Bundeswehry płk. U. Meyer-Sommera i kmdr. por. J. Oerlicha przyjął szef Departamentu Wychowania WP gen. bryg. K. Owczarek. Wymieniono doświadczenia dotyczące procesu wychowania w obu armiach[6]

26–27 listopada
- na zaproszenie ministra obrony RFN G. Stoltenberga przebywał w Bonn minister obrony narodowej wiceadm. Piotr Kołodziejczyk. Ministrowie uzgodnili zintensyfikowanie współpracy na rzecz bezpieczeństwa. Podpisano porozumienie w sprawie zapobiegania incydentom na morzu poza wodami terytorialnymi. Ustalono, że Polska i Niemcy nawiążą współpracę w celu zapewnienia bezpieczeństwa ruchu lotniczego. Zapowiedziano negocjacje na temat warunków ewentualnego przejęcia przez WP sprzętu wojskowego byłej NAL NRD oraz kształcenia polskiej kadry wojskowej w uczelniach Bundeswehry[6]

## Grudzień
6 grudnia
- prezydent Wojciech Jaruzelski dokonał przeglądu kompanii reprezentacyjnej i pożegnał się z wojskiem. W symbolicznej uroczystości w jednostce garnizonu stołecznego uczestniczyli minister ON wiceadm. Piotr Kołodziejczyk, wiceministrowie ON B. Komorowski i Janusz Onyszkiewicz, członkowie Rady Wojskowej oraz przedstawiciele okręgów wojskowych i rodzajów sił zbrojnych[6].

12 grudnia
- na połączonym posiedzeniu komisji spraw zagranicznych i obrony narodowej stwierdzono, że Układ Warszawski w dotychczasowej formule, nie ma miejsca w Europie Środkowo–Wschodniej. Zamierzeniem rządu jest doprowadzenie do wystąpienia Polski ze struktur wojskowych, a następnie likwidacja Układu[6].
- w Warszawie obradował zjazd założycielski Stowarzyszenia „Rodzina Wojskowa”. Przyjęto statut, a na przewodniczącą komitetu założycielskiego wybrano E. Radzikowską. W spotkaniu uczestniczył wiceminister obrony narodowej Bronisław Komorowski i szef Departamentu Wychowania WP gen. bryg. K. Owczarek[6].

22 grudnia
- na Zamku Królewskim odbyła się ceremonia objęcia zwierzchnictwa nad siłami zbrojnymi RP przez nowego prezydenta Lecha Wałęsę. Minister obrony narodowej Piotr Kołodziejczyk przedstawił nowemu zwierzchnikowi sił zbrojnych kadrę kierowniczą WP.
- w Belwederze odbyło się spotkanie prezydenta Rzeczypospolitej Polskiej Lecha Wałęsy z byłym prezydentem gen. armii Wojciechem Jaruzelskim. Wojciech Jaruzelski podzielił się doświadczeniami z okresu sprawowania urzędu prezydenckiego[6].

29 grudnia
- w porcie wojennym Gdynia–Oksywie pożegnano zespół okrętów Marynarki Wojennej udających się do rejonu Zatoki Perskiej. W skład zespołu wchodziły: okręt–szpital ORP „Wodnik” oraz okręt ratowniczy ORP „Piast”[6].